# Harohalli, Magadi
Harohalli là một làng thuộc tehsil Magadi, huyện Ramanagara, bang Karnataka, Ấn Độ.